# 힝둥새
힝둥새(영어: olive-backed pipit, 학명: Anthus hodgsoni 안트후스 호드그소니[*])는 참새목 할미새과에 속하는 약 16cm의 새이다.
할미새과에 속하며 학명은 Anthus hodgsoni이다. 몸길이는 약 15cm로 등은 갈색에 검은색 줄무늬가 있으며, 배는 크림빛, 황갈색이고 가슴과 옆구리에 넓은 검은색 줄무늬가 있다. 탁 트인 평지에 서식하며 여름에는 주로 곤충을 먹으며, 가을과 겨울에는 풀씨나 그 밖의 다른 열매를 먹는다. 암컷은 3-5개의 알을 낳으며, 알은 흰색 바탕에 적갈색 또는 암갈색 작은 반점이 흩어져 있다. 중앙아시아와 동아시아 일대에 분포하며 동남아시아에서 월동한다. 대한민국에서는 백두산에서 번식하며 봄가을에 흔하게 통과하는 나그네새이다. 겨울철새로도 흔하게 보이는 편이다.

## 아종
힝둥새는 2아종으로 나눈다. 대한민국에서 봄가을에 통과하는 아종은 대부분 북방힝둥새(학명: A. h. yunnanensis)이고 아종 hodgsoni는 한라산과 지리산 고지대에서 번식한다.
- 북방힝둥새 - A. h. yunnanensis: 우랄산맥에서 캄차카에 이르는 지역에서 번식
- A. h. hodgsoni: 히말라야에서 중국 중부, 일본에서 번식